# Torslunda församling
Torslunda församling är en församling i Södra Ölands pastorat i Kalmar-Ölands kontrakt i Växjö stift i Svenska kyrkan. Församlingen ligger i Mörbylånga kommun i Kalmar län på Öland.

## Administrativ historik
Församlingen har medeltida ursprung. 
Församlingen utgjorde under medeltiden ett eget pastorat, för att sedan fram till 1588 vara moderförsamling i ett pastorat med Vickleby församling. Från 1588 blev församlingen åter ett eget pastorat. Församlingen ingår sedan 2010 i Södra Ölands pastorat.

## Kyrkor
- Nådens kapell
- Torslunda kyrka

## Series pastorum
| Ämbetstid     | Namn                                 | Levnadstid              |
| ------------- | ------------------------------------ | ----------------------- |
| 1525          | Erasmus Dacus                        |                         |
| (1554)–(1563) | Rasmus                               |                         |
| (1566)–(1591) | Ericus Erasmi                        | död troligen efter 1591 |
| 1592–1599     | Petrus Laurentii                     | död 1599                |
| 1599–1635     | Gudmund Petri                        | död 1635                |
| 1636–1640     | Hemmingius Nicolai Kore (Choraeus)   | 1588–1653               |
| 1641–1650     | Birgerus Birgeri Gerdzlovius         | död 1650                |
| 1651–1679     | Magnus Magni Becchius                | död 1679                |
| 1681–1699     | Johannes (Johan) Petri Dahlerus      | cirka 1635–1694         |
| 1690–1704     | Nicolaus Hampelius                   | död 1704                |
| 1706–1710     | Johannes Roselius                    | 1675–1710               |
| 1712–1745     | Nils de la Roche                     | 1673–1745               |
| 1747–1772     | Eric Zelin                           | 1707–1772               |
| 1774–1812     | Johannes Segrelius                   | 1734–1812               |
| 1815–1825     | Lars Thorslund                       | 1756–1825               |
| 1828–1832     | Johan Peter Åberg                    | 1765–1832               |
| 1836–1855     | Johan Israel Melén                   | 1797–1868               |
| 1855–1864     | Carl Lindbom                         | 1810–1894               |
| 1864–1880     | Erik Wahlström                       | 1805–1880               |
| 1883–1888     | Gustaf Theodor Lagerquist            | 1828–1888               |
| 1891–1909     | Pehr Olof Hultquist                  | 1841–1909               |
| 1911–1931     | Alfred Ferdinand Lindblom            | 1856–1944               |
| 1931–1952     | Gustaf Bertil Thornell               | 1899–1974               |
| 1953–1969     | Nils Lindell                         | 1904–1989               |
| 1969–1986     | Olov (Olof Christian) Olsson         | 1922–1999               |
| 1987–2010     | Jan-Olof Lund                        | 1954–                   |
|               | Uppgick 2010 i Södra Ölands pastorat |                         |

## Klockare, kantor och organister
| Ämbetstid | Namn                     | Levnadstid | Befattningar                          |
| --------- | ------------------------ | ---------- | ------------------------------------- |
| 1729–1746 | Olof Lång                |            | Klockare                              |
| 1747–1753 | Petter Widstrand         |            | Organist                              |
| 1777–1785 | Adam Lindgren            | 1722-1791  | Organist och klockare                 |
| 1786–1796 | Alexander Mag. Törngren  | 1766–      | Organist                              |
| 1800–1834 | Anders Kjellberg         | 1778–1834  | Organist och kantor                   |
| 1834–1877 | Johan August Kjellberg   | 1813–1877  | Organist och kantor                   |
| 1877–1880 | Fabian Per Henrik Palm   | 1854–1938  | Organist och klockare                 |
| -1903     | Svante Johan Rosén       | 1823-1910  | Organist och kantor                   |
| 1903-     | Gustav Hjalmar Rockström | 1878-1962  | Organist, klockare och folkskollärare |